# Deficiência seletiva de imunoglobulina A
Deficiência seletiva de imunoglobulina A (IgA) (ou simplesmente SIgAD) é uma imunodeficiência genética relativamente suave. As pessoas com esta deficiência carecem de imunoglobulina A (IgA), um tipo de anticorpo que protege contra infecções das mucosas que revestem a boca, vias aéreas, e trato digestivo. É definida como um nível sérico de IgA indetectável na presença de níveis séricos normais de IgM e IgG. É a mais comum das deficiências em anticorpos primários.

## Epidemiologia
A prevalência varia de população, mas é na ordem de até 1 em 333 pessoas, tornando-se relativamente comum a uma doença genética. É mais comum em homens do que em mulheres.

## Fisiopatologia
Existe uma incapacidade herdada à produção de imunoglobulina A (IgA), uma parte das defesas do organismo contra a infecção em superfícies do corpo (principalmente as superfícies dos aparelhos respiratório e digestivo). Como resultado, as bactérias nestas posições são um pouco mais capazes de causar a doença.
Os tipos incluem:
| Tipo  | OMIM   | Gene                          | Local |
| ----- | ------ | ----------------------------- | ----- |
| IGAD1 | 137100 | Desconhecido; sugerido o MSH5 | 6p21  |
| IGAD2 | 609529 | TNFRSF13B                     | 17p11 |

## Prognóstico
O prognóstico é excelente, embora haja uma associação com a doença autoimune. De nota, a deficiência seletiva de IgA pode complicar o diagnóstico de uma condição como essa, doença celíaca, como as máscaras de deficiência os níveis elevados de certos anticorpos IgA geralmente vistos em doença celíaca. Deficiência seletiva de IgA ocorre em 1 a cada 39-57 pacientes com doença celíaca. Este é muito mais elevado do que a prevalência de deficiência seletiva de IgA na população em geral, o que se estimar ser cerca de 1 em 400 a 18.500, dependendo da origem étnica. A prevalência de doença celíaca em pacientes com deficiência seletiva de IgA varia entre 10% a 30%, dependendo da população avaliada.
Ao contrário da condição relacionada ao ICV, deficiência seletiva de IgA não está associada com um risco aumentado de câncer.